# Ministeri de la Governació
El Ministeri de la Governació va ser un departament del Govern d'Espanya que es va formar per primera vegada amb les Corts de Cadis amb intermitència en les seves funcions i denominació fins a 1977 en què és substituït pel Ministeri de l'Interior.

## Història
En el segle xviii el relatiu al govern interior del Regne d'Espanya era competència de la Secretaria d'Estat.
Amb les Corts de Cadis es va establir un Ministeri de Governació, que va desaparèixer en 1814, i de nou va ressorgir en proclamar la Constitució de 1812 durant el Trienni Liberal de 1820 a 1823. A l'abril d'aquest any, després de la invasió de la coalició europea de la Santa Aliança, va desaparèixer aquest ministeri que es va substituir pel ministeri d'Interior que va durar únicament de maig a octubre d'aquest mateix any. El 4 de desembre de 1835 va tornar a denominar-se el Ministeri de Governació: "Secretaria d'Estat i del Despatx de la Governació del Regne" després d'un període en què va ser de Foment i després d'Interior.
En 1847 aquest ministeri es va escindir mantenint-lo i creant un Ministeri de Comerç, Instrucció i Obres Públiques. D'aquesta forma el Ministeri de Governació mantenia les funcions d'ordre públic, organització municipal i províncial, sanitat, correus i telègrafs. Era responsable dels governadors civils des d'on es controlava i manejaven les eleccions aconseguint donar la victòria al govern, fonamentalment en li període des de 1833 a 1931, fins al punt que a un dels seus titulars José Posada Herrera va ser denominat el "gran elector".
Durant la Guerra Civil d'Espanya Francisco Franco, al territori baix domini de l'exèrcit revoltat, constitueix el Primer Govern de Franco (1938 - 1939) creant un Ministeri d'Ordre Públic de breu durada, les funcions de la qual van retornar al de Governació.
Finalitzada la contesa la dictadura franquista, des de 1939 a 1978, va mantenir aquest ministeri, amb les mateixes funcions. Els governadors civils, dependents del ministeri, eren alhora caps provincials del Movimiento.
Durant la transició, en 1977 es va crear el Ministeri de l'Interior amb menys competències, desapareixent el de Governació.

## Ministres de la Governació
Llistat de ministres de Governació des de 1874. La llista més extensa, amb els quals han ostentat el càrrec amb una altra denominació, està en Ministeri de l'Interior d'Espanya.
| Període                                | Inici                  | Fi                     | Nom                                                      | Partit  |
| -------------------------------------- | ---------------------- | ---------------------- | -------------------------------------------------------- | ------- |
| Regnat d' Alfons XII (1874-1885)       | 31 de desembre de 1874 | 7 de març de 1879      | Francisco Romero Robledo                                 |         |
| Regnat d' Alfons XII (1874-1885)       | 7 de març de 1879      | 9 de desembre de 1879  | Francisco Silvela y Le Vielleuze                         |         |
| Regnat d' Alfons XII (1874-1885)       | 9 de desembre de 1879  | 8 de febrer de 1881    | Francisco Romero Robledo                                 |         |
| Regnat d' Alfons XII (1874-1885)       | 8 de febrer de 1881    | 9 de gener de 1883     | Venancio González y Fernández                            |         |
| Regnat d' Alfons XII (1874-1885)       | 9 de gener de 1883     | 13 d'octubre de 1883   | Pío Gullón Iglesias                                      |         |
| Regnat d' Alfons XII (1874-1885)       | 13 d'octubre de 1883   | 18 de gener de 1884    | Segismundo Moret y Prendergast                           |         |
| Regnat d' Alfons XII (1874-1885)       | 18 de gener de 1884    | 13 de juliol de 1885   | Francisco Romero Robledo                                 |         |
| Regnat d' Alfons XII (1874-1885)       | 13 de juliol de 1885   | 27 de novembre de 1885 | Raimundo Fernández Villaverde                            |         |
| Regència de Maria Cristina (1885-1902) | 27 de novembre de 1885 | 10 d'octubre de 1886   | Venancio González y Fernández                            |         |
| Regència de Maria Cristina (1885-1902) | 10 d'octubre de 1886   | 12 de novembre de 1887 | Fernando León y Castillo                                 |         |
| Regència de Maria Cristina (1885-1902) | 12 de novembre de 1887 | 14 de juny de 1888     | José Luis Albareda y Sezde                               |         |
| Regència de Maria Cristina (1885-1902) | 14 de juny de 1888     | 11 de desembre de 1888 | Segismundo Moret y Prendergast                           |         |
| Regència de Maria Cristina (1885-1902) | 11 de desembre de 1888 | 5 de juliol de 1890    | Trinitario Ruiz Capdepón                                 |         |
| Regència de Maria Cristina (1885-1902) | 5 de juliol de 1890    | 23 de novembre de 1891 | Francisco Silvela Le Vielleuze                           |         |
| Regència de Maria Cristina (1885-1902) | 23 de novembre de 1891 | 25 de juny de 1892     | José Elduayen Gorriti                                    |         |
| Regència de Maria Cristina (1885-1902) | 25 de juny de 1892     | 30 de novembre de 1892 | Raimundo Fernández Villaverde                            |         |
| Regència de Maria Cristina (1885-1902) | 30 de novembre de 1892 | 11 de desembre de 1892 | Manuel Danvila Collado                                   |         |
| Regència de Maria Cristina (1885-1902) | 11 de desembre de 1892 | 14 d'octubre de 1893   | Venancio González y Fernández                            |         |
| Regència de Maria Cristina (1885-1902) | 14 d'octubre de 1893   | 12 de març de 1894     | Joaquín López Puigcerver                                 |         |
| Regència de Maria Cristina (1885-1902) | 12 de març de 1894     | 4 de novembre de 1894  | Alberto Aguilera Velasco                                 |         |
| Regència de Maria Cristina (1885-1902) | 4 de novembre de 1894  | 23 de març de 1895     | Trinitario Ruiz Capdepón                                 |         |
| Regència de Maria Cristina (1885-1902) | 23 de març de 1895     | 4 d'octubre de 1897    | Fernando Cos-Gayón y Pons                                |         |
| Regència de Maria Cristina (1885-1902) | 4 d'octubre de 1897    | 4 de març de 1899      | Trinitario Ruiz Capdepón                                 |         |
| Regència de Maria Cristina (1885-1902) | 4 de març de 1899      | 23 d'octubre de 1900   | Eduardo Dato e Iradier                                   |         |
| Regència de Maria Cristina (1885-1902) | 23 d'octubre de 1900   | 6 de març de 1901      | Francisco Javier Ugarte Pagés                            |         |
| Regència de Maria Cristina (1885-1902) | 6 de març de 1901      | 15 de juliol de 1901   | Segismundo Moret y Prendergast                           |         |
| Regència de Maria Cristina (1885-1902) | 15 de juliol de 1901   | 23 de juliol de 1901   | Miguel Villanueva y Gómez                                |         |
| Regència de Maria Cristina (1885-1902) | 23 de juliol de 1901   | 19 de març de 1902     | Alfonso González Lozano                                  |         |
| Regència de Maria Cristina (1885-1902) | 19 de març de 1902     | 17 de maig de 1902     | Segismundo Moret y Prendergast                           |         |
| Regnat d' Alfons XIII (1902-1931)      | 17 de maig de 1902     | 6 de desembre de 1902  | Segismundo Moret y Prendergast                           |         |
| Regnat d' Alfons XIII (1902-1931)      | 6 de desembre de 1902  | 20 de juliol de 1903   | Antoni Maura i Montaner                                  |         |
| Regnat d' Alfons XIII (1902-1931)      | 20 de juliol de 1903   | 5 de desembre de 1903  | Antonio García Alix                                      |         |
| Regnat d' Alfons XIII (1902-1931)      | 5 de desembre de 1903  | 5 de desembre de 1904  | José Sánchez Guerra                                      |         |
| Regnat d' Alfons XIII (1902-1931)      | 5 de desembre de 1904  | 16 de desembre de 1904 | Manuel Allendesalazar Muñoz                              |         |
| Regnat d' Alfons XIII (1902-1931)      | 16 de desembre de 1904 | 27 de gener de 1905    | Francisco Javier González de Castejón y Elío             |         |
| Regnat d' Alfons XIII (1902-1931)      | 27 de gener de 1905    | 23 de juny de 1905     | Augusto González Besada                                  |         |
| Regnat d' Alfons XIII (1902-1931)      | 23 de juny de 1905     | 1 de desembre de 1905  | Manuel García Prieto                                     |         |
| Regnat d' Alfons XIII (1902-1931)      | 1 de desembre de 1905  | 10 de juny de 1906     | Álvaro de Figueroa y Torres                              |         |
| Regnat d' Alfons XIII (1902-1931)      | 10 de juny de 1906     | 6 de juliol de 1906    | Benigno Quiroga y López Ballesteros                      |         |
| Regnat d' Alfons XIII (1902-1931)      | 6 de juliol de 1906    | 30 de novembre de 1906 | Bernabé Dávila y Bertololi                               |         |
| Regnat d' Alfons XIII (1902-1931)      | 30 de novembre de 1906 | 4 de desembre de 1906  | Benigno Quiroga y López Ballesteros                      |         |
| Regnat d' Alfons XIII (1902-1931)      | 4 de desembre de 1906  | 25 de gener de 1907    | Álvaro de Figueroa y Torres                              |         |
| Regnat d' Alfons XIII (1902-1931)      | 25 de gener de 1907    | 21 d'octubre de 1909   | Juan de la Cierva y Peñafiel                             |         |
| Regnat d' Alfons XIII (1902-1931)      | 21 d'octubre de 1909   | 9 de febrer de 1910    | Segismundo Moret y Predergast                            |         |
| Regnat d' Alfons XIII (1902-1931)      | 9 de febrer de 1910    | 2 de gener de 1911     | Fernando Merino Villarino                                |         |
| Regnat d' Alfons XIII (1902-1931)      | 2 de gener de 1911     | 3 d'abril de 1911      | Demetrio Alonso Castrillo                                |         |
| Regnat d' Alfons XIII (1902-1931)      | 3 d'abril de 1911      | 29 de juny de 1911     | Trinitario Ruiz Valarino                                 |         |
| Regnat d' Alfons XIII (1902-1931)      | 29 de juny de 1911     | 31 de desembre de 1912 | Antonio Barroso Castillo                                 |         |
| Regnat d' Alfons XIII (1902-1931)      | 31 de desembre de 1912 | 27 d'octubre de 1913   | Santiago Alba Bonifaz                                    |         |
| Regnat d' Alfons XIII (1902-1931)      | 27 d'octubre de 1913   | 9 de desembre de 1915  | José Sánchez Guerra                                      |         |
| Regnat d' Alfons XIII (1902-1931)      | 9 de desembre de 1915  | 30 d'abril de 1916     | Santiago Alba Bonifaz                                    |         |
| Regnat d' Alfons XIII (1902-1931)      | 30 d'abril de 1916     | 19 d'abril de 1917     | Joaquín Ruiz Jiménez                                     |         |
| Regnat d' Alfons XIII (1902-1931)      | 19 d'abril de 1917     | 11 de juny de 1917     | Julio Burell y Cuéllar                                   |         |
| Regnat d' Alfons XIII (1902-1931)      | 11 de juny de 1917     | 3 de novembre de 1917  | José Sánchez Guerra                                      |         |
| Regnat d' Alfons XIII (1902-1931)      | 3 de novembre de 1917  | 22 de març de 1918     | José Bahamonde y de Lanz                                 |         |
| Regnat d' Alfons XIII (1902-1931)      | 23 de març de 1918     | 9 de novembre de 1918  | Manuel García Prieto                                     |         |
| Regnat d' Alfons XIII (1902-1931)      | 9 de novembre de 1918  | 5 de desembre de 1918  | Luis Silvela Casado                                      |         |
| Regnat d' Alfons XIII (1902-1931)      | 5 de desembre de 1918  | 15 d'abril de 1919     | Amalio Gimeno y Cabañas                                  |         |
| Regnat d' Alfons XIII (1902-1931)      | 15 d'abril de 1919     | 20 de juliol de 1919   | Antonio Goicoechea y Cosculluela                         |         |
| Regnat d' Alfons XIII (1902-1931)      | 20 de juliol de 1919   | 12 de desembre de 1919 | Manuel de Burgos y Mazo                                  |         |
| Regnat d' Alfons XIII (1902-1931)      | 12 de desembre de 1919 | 5 de maig de 1920      | Joaquín Fernández Prida                                  |         |
| Regnat d' Alfons XIII (1902-1931)      | 5 de maig de 1920      | 1 de setembre de 1920  | Francisco Bergamín García                                |         |
| Regnat d' Alfons XIII (1902-1931)      | 1 de setembre de 1920  | 14 d'agost de 1921     | Gabino Bugallal Araújo                                   |         |
| Regnat d' Alfons XIII (1902-1931)      | 14 d'agost de 1921     | 8 de març de 1922      | Rafael Coello y Oliván                                   |         |
| Regnat d' Alfons XIII (1902-1931)      | 8 de març de 1922      | 7 de desembre de 1922  | Vicente Piniés Bayona                                    |         |
| Regnat d' Alfons XIII (1902-1931)      | 7 de desembre de 1922  | 15 de setembre de 1923 | Martín Rosales Martel                                    |         |
| Regnat d' Alfons XIII (1902-1931)      | 17 de setembre de 1923 | 22 de setembre de 1923 | Millán Millán de Pedro                                   |         |
| Regnat d' Alfons XIII (1902-1931)      | 22 de setembre de 1923 | 30 de gener de 1930    | Severiano Martínez Anido                                 |         |
| Regnat d' Alfons XIII (1902-1931)      | 30 de gener de 1930    | 25 de novembre de 1930 | Enrique Marzo Balaguer                                   |         |
| Regnat d' Alfons XIII (1902-1931)      | 25 de novembre de 1930 | 18 de febrer de 1931   | Leopoldo Matos y Massieu                                 |         |
| Regnat d' Alfons XIII (1902-1931)      | 18 de febrer de 1931   | 14 d'abril de 1931     | José María de Hoyos y Vinent                             |         |
| II República (1931-1939)               | 14 d'abril de 1931     | 14 d'octubre de 1931   | Miguel Maura Gamazo                                      | PRC     |
| II República (1931-1939)               | 14 d'octubre de 1931   | 12 de setembre de 1933 | Santiago Casares Quiroga                                 | FRG     |
| II República (1931-1939)               | 12 de setembre de 1933 | 8 d'octubre de 1933    | Diego Martínez Barrio                                    | PRR     |
| II República (1931-1939)               | 8 d'octubre de 1933    | 23 de gener de 1934    | Manuel Rico Avello                                       | Indep.  |
| II República (1931-1939)               | 23 de gener de 1934    | 3 de març de 1934      | Diego Martínez Barrio                                    | PRR     |
| II República (1931-1939)               | 3 de març de 1934      | 4 d'octubre de 1934    | Rafael Salazar Alonso                                    | PRR     |
| II República (1931-1939)               | 4 d'octubre de 1934    | 3 d'abril de 1935      | Eloy Vaquero Cantillo                                    | PRR     |
| II República (1931-1939)               | 3 d'abril de 1935      | 25 de setembre de 1935 | Manuel Portela Valladares                                | Indep.  |
| II República (1931-1939)               | 25 de setembre de 1935 | 14 de desembre de 1935 | Joaquín de Pablo-Blanco Torres                           | PRR     |
| II República (1931-1939)               | 14 de desembre de 1935 | 19 de febrer de 1936   | Manuel Portela Valladares                                | Indep.  |
| II República (1931-1939)               | 19 de febrer de 1936   | 17 d'abril de 1936     | Amós Salvador Sáenz y Carreras                           | IR      |
| II República (1931-1939)               | 17 d'abril de 1936     | 19 de juliol de 1936   | Santiago Casares Quiroga                                 | IR      |
| II República (1931-1939)               | 19 de juliol de 1936   | 19 de juliol de 1936   | Augusto Barcia Trelles                                   | IR      |
| II República (1931-1939)               | 19 de juliol de 1936   | 4 de setembre de 1936  | Sebastián Pozas Perea                                    | Militar |
| II República (1931-1939)               | 4 de setembre de 1936  | 17 de maig de 1937     | Ángel Galarza Gago                                       | PSOE    |
| II República (1931-1939)               | 17 de maig de 1937     | 5 d'abril de 1938      | Julián Zugazagoitia Mendiesta                            | PSOE    |
| II República (1931-1939)               | 5 d'abril de 1938      | 5 de març de 1939      | Paulino Gómez Sáiz                                       | PSOE    |
| II República (1931-1939)               | 5 de març de 1939      | 28 de març de 1939     | Wenceslao Carrillo Alonso-Forjador                       | PSOE    |
| Presidència de Franco (1936-1975)      | 24 de desembre de 1938 | 16 d'octubre de 1940   | Ramón Serrano Súñer                                      |         |
| Presidència de Franco (1936-1975)      | 16 d'octubre de 1940   | 3 de setembre de 1942  | Valentín Galarza Morante                                 |         |
| Presidència de Franco (1936-1975)      | 3 de setembre de 1942  | 25 de febrer de 1957   | Blas Pérez González                                      |         |
| Presidència de Franco (1936-1975)      | 25 de febrer de 1957   | 29 d'octubre de 1969   | Camilo Alonso Vega / Vicente Fernández Bascarán (Interí) |         |
| Presidència de Franco (1936-1975)      | 29 d'octubre de 1969   | 9 de juny de 1973      | Tomás Garicano Goñi                                      |         |
| Presidència de Franco (1936-1975)      | 9 de juny de 1973      | 3 de gener de 1974     | Carlos Arias Navarro                                     |         |
| Presidència de Franco (1936-1975)      | 3 de gener de 1974     | 12 de desembre de 1975 | José García Hernández                                    |         |
| Regnat de Joan Carles I (1975-1977)    | 12 de desembre de 1975 | 5 de juliol de 1976    | Manuel Fraga Iribarne                                    |         |
| Regnat de Joan Carles I (1975-1977)    | 5 de juliol de 1976    | 5 d'abril de 1979      | Rodolfo Martín Villa                                     | UCD     |